# Садзаэ-они

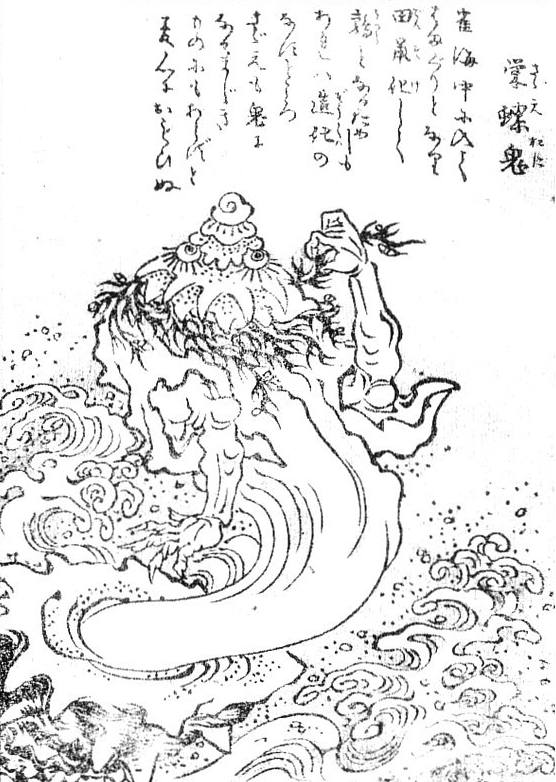

Садзаэ-они (яп. 栄螺鬼, буквально «дьявольский моллюск») — существо из японского фольклора, являющееся разновидностью обакэ (зверя-оборотня), которым становится морская улитка(обычно из рода Turbo), если сможет дожить до 30-летнего возраста. Также считалось, что в такое существо может превратиться красивая юная девушка, которая утопится в море (например, безответно полюбив мужчину-рыбака): сначала она станет улиткой, а затем садзаэ-они. В лунные и светлые ночи это существо якобы всплывает со дна и танцует на волнах.
Легенды о садзаэ-они особенно распространены на полуострове Босо. Женщин, путешествующих в одиночку, там раньше даже не пускали в гостиницы, так как считалось, что это принявшие человеческий облик садзаэ-они, пришедшие соблазнить и затем погубить глав семейств.
Наиболее известной легендой о Садзаэ-они является история из деревни Накири о том, как пираты однажды спасли тонущую красивую женщину, которая в благодарность предложила каждому из них переспать с ней. Через некоторое время у всех пиратов исчезла мошонка. Пираты в ярости выбросили женщину за борт, где она приобрела свой истинный облик — гигантской улитки-оборотня, предложив пиратам отдать все награбленные сокровища ей, за что обещала вернуть им мошонку. Считается, что именно эта легенда привела к тому, что мошонка в японском языке иногда называется кин-тама («золотые шарики»).